# Притулок на Боревці
Притулок на Боревці ― неіснуючий притулок, який знаходився на полонині Боревка, що в Ґорґанах.

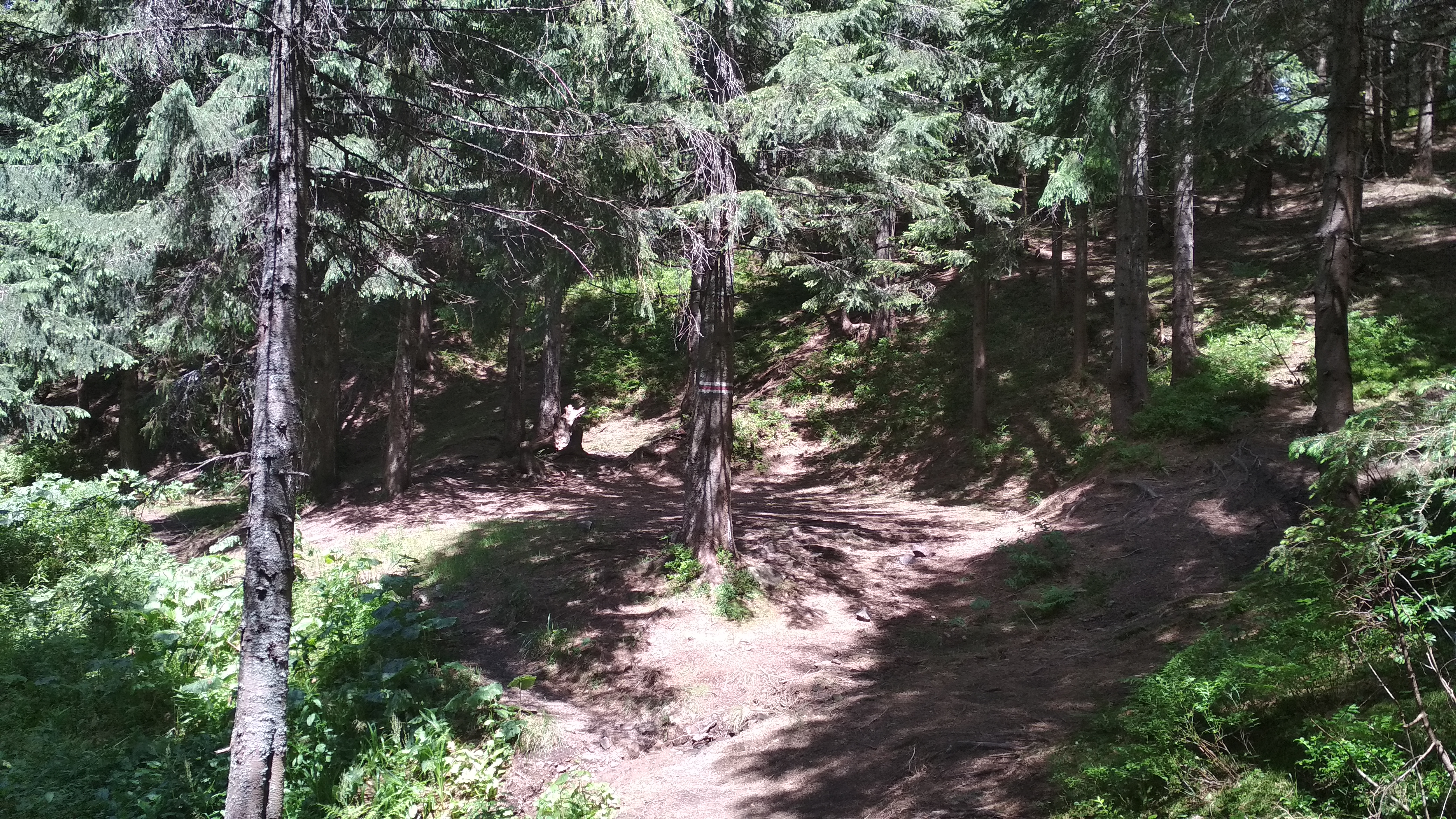
Гадане місце розташування

У 1931 та 1934 рр. на пол. Боревка Калуською станицею Станіславського відділу Польського Татранського товариства (РТТ) було збудовано два гірських притулки: неопалюваний на 30 місць та опалюваний (на фото) на 16. За іншими даними ― 50 місць. Ночівлі ― на лежаках. Притулки були відчинені в літній сезон.